# Dieci saggi
Dieci saggi è il termine con il quale la stampa italiana ha definito nel marzo 2013 il gruppo di esperti provenienti dal mondo politico e accademico chiamato dall'allora Presidente della Repubblica Italiana Giorgio Napolitano per elaborare un programma di riforme istituzionali ed economiche attorno al quale riunire una maggioranza parlamentare che sostenesse un nuovo governo.

## Antefatti
In occasione delle elezioni politiche del 2013 tenutesi in febbraio la coalizione di centro-sinistra "Italia. Bene Comune" ottenne il 29.55% dei voti, contro il 29.18% della coalizione di centro-destra ed il 25.56% del Movimento 5 Stelle. In virtù del funzionamento della legge elettorale allora vigente, nella nuova legislatura il Partito Democratico conseguì la maggioranza assoluta dei seggi alla Camera dei deputati ma non al Senato della Repubblica.
Dopo un primo giro di consultazioni, il segretario del PD Pier Luigi Bersani, non avendo trovato seggi sufficienti in Senato, rimise nelle mani del Capo dello Stato il mandato esplorativo che gli era stato affidato. Si pose così il problema di individuare una personalità che riuscisse a formare il nuovo esecutivo.

## Nomina
In marzo, dopo aver svolto infruttuosamente un secondo ciclo di consultazioni con i partiti, il presidente Napolitano annunciò in una conferenza stampa al Palazzo del Quirinale di voler nominare un gruppo di dieci personalità esperte che elaborassero un programma di riforme attorno al quale addensare una maggioranza parlamentare disposta a sostenere un esecutivo che le compisse.
Il gruppo fu nominato il 30 marzo e risultò composto sia da politici provenienti da tutte le principali forze politiche (fatta eccezione per il M5S) sia da tecnici: Valerio Onida, Mario Mauro, Gaetano Quagliariello, Luciano Violante, Giancarlo Giorgetti, Giovanni Pitruzzella, Enrico Giovannini, Salvatore Rossi, Filippo Bubbico ed Enzo Moavero Milanesi. Tali soggetti furono poi organizzati in due distinti sottogruppi di cinque membri ciascuno, deputati l'uno alle riforme istituzionali (Onida, Mauro, Quagliariello, Violante, Giorgetti), l'altro a quelle economiche (Pitruzzella, Giovannini, Rossi, Bubbico, Moavero Milanesi).

## Relazioni finali
Alla fine di aprile furono consegnate due relazioni direttamente a Napolitano e si provvide alla loro pubblicazione. Sul fronte istituzionale venivano suggerite misure come la soppressione di una delle due Camere, una modifica della legge elettorale, l'eliminazione del bicameralismo perfetto. 
Sul piano economico tra le varie proposte si distinguevano una revisione del patto di stabilità interno, la prosecuzione di una politica di bilancio rigorosa, un programma di liberalizzazioni di diversi settori strategici.

## L'impegno del governo Letta
Lo stallo politico terminò con la nascita del governo Letta. Il nuovo Presidente del Consiglio si impegnò a far tesoro del lavoro dei "saggi", realizzandolo nei limiti del possibile (Letta aveva infatti affermato di volersi dimettere nel 2015 affinché si svolgessero nuove elezioni).
All'interno del nuovo esecutivo Mauro, Quagliariello, Milanesi, Giovannini e Bubbico ricoprirono rispettivamente i ruoli di ministro della difesa, ministro per le riforme costituzionali, ministro per gli affari europei, ministro del lavoro e delle politiche sociali e viceministro dell'interno.

### La commissione dei 35 «saggi»
L'11 giugno 2013, il presidente del Consiglio Letta istituì con proprio decreto una commissione per le riforme costituzionali. La commissione, presieduta da Gaetano Quagliariello, era composta da:
- Michele Ainis
- Augusto Barbera
- Beniamino Caravita di Toritto
- Lorenza Carlassare
- Elisabetta Catelani
- Stefano Ceccanti
- Ginevra Cerrina Ferroni
- Enzo Cheli
- Mario Chiti
- Pietro Ciarlo
- Francesco Clementi
- Francesco D'Onofrio
- Giuseppe De Vergottini
- Giuseppe Di Federico
- Mario Dogliani
- Giandomenico Falcon
- Franco Frattini
- Maria Cristina Grisolia

- Massimo Luciani
- Stefano Mannoni
- Cesare Mirabelli
- Anna Moscarini
- Ida Nicotra
- Marco Olivetti
- Valerio Onida
- Angelo Panebianco
- Giovanni Pitruzzella
- Annamaria Poggi
- Carmela Salazar
- Guido Tabellini
- Nadia Urbinati
- Luciano Vandelli
- Luciano Violante
- Lorenza Violini
- Nicolò Zanon

L'11 luglio 2013 Lorenza Carlassare si dimise; il 22 agosto si dimise anche Nadia Urbinati.

## Critiche
Molti commentatori, al di là della novità dello strumento nella realtà istituzionale italiana, giudicarono inadeguate le dieci personalità, ritenendole espressione proprio di quella classe dirigente che aveva provocato la grave situazione economica e sociale nella quale versava il Paese. Altri criticarono il fatto che nel gruppo non figurassero donne.